# Leptailurus serval kivuensis
Leptailurus serval kivuensis es una subespecie de  mamíferos carnívoros  de la familia Felidae.

## Distribución geográfica
Se encuentran en África: la República Democrática del Congo.